# سرهی لاهون
سرهی لاهون (انگلیسی: Siarhei Lahun; ۲۷ مهٔ ۱۹۸۸ – ۲۲ آوریل ۲۰۱۱) وزنه‌بردار اهل بلاروس بود.